# Givron
Givron ist eine französische Gemeinde mit 94 Einwohnern (Stand: 1. Januar 2022) im Département Ardennes in der Region Grand Est (bis 2015 Champagne-Ardenne). Sie gehört zum Arrondissement Rethel, zum Kanton Signy-l’Abbaye sowie zum Gemeindeverband Crêtes Préardennaises. Die Einwohner werden Givronais genannt.
Umgeben wird Givron von den Nachbargemeinden La Romagne im Norden, Draize im Osten, Doumely-Bégny im Süden sowie Chaumont-Porcien im Westen.

## Bevölkerungsentwicklung
| Jahr                       | 1962 | 1968 | 1975 | 1982 | 1990 | 1999 | 2006 | 2011 | 2019 |
| Einwohner                  | 112  | 119  | 95   | 99   | 95   | 85   | 79   | 91   | 86   |
| Quellen: Cassini und INSEE |      |      |      |      |      |      |      |      |      |

## Sehenswürdigkeiten

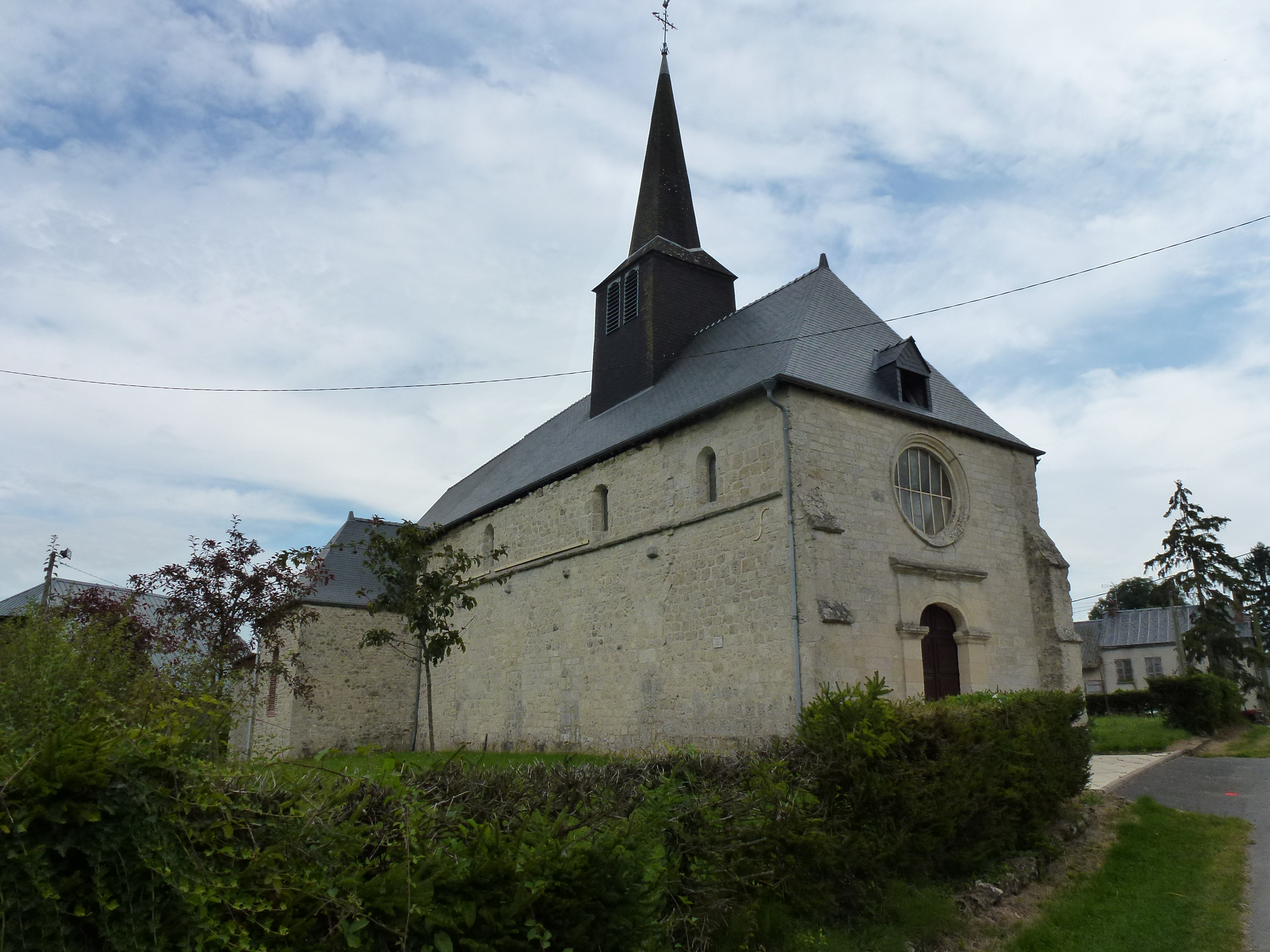
Kirche Saint-Nicolas

- Kirche Saint-Nicolas